# Amblyaspis caramba
Amblyaspis caramba är en stekelart som beskrevs av Peter Neerup Buhl 2001. Amblyaspis caramba ingår i släktet Amblyaspis och familjen gallmyggesteklar. Inga underarter finns listade i Catalogue of Life.